# Tower Gateway (DLR)

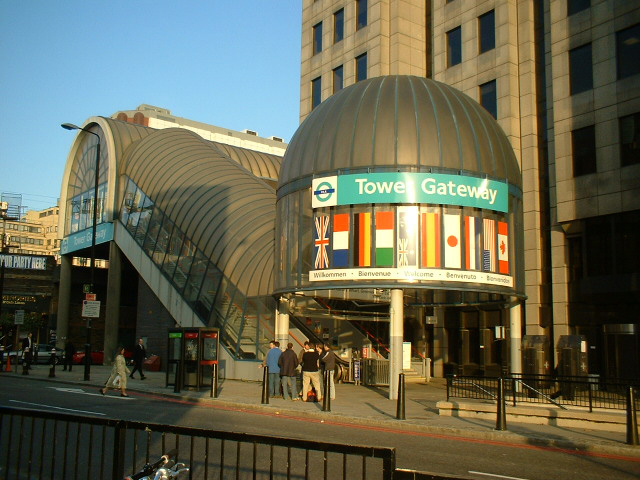
Eingang auf der Westseite

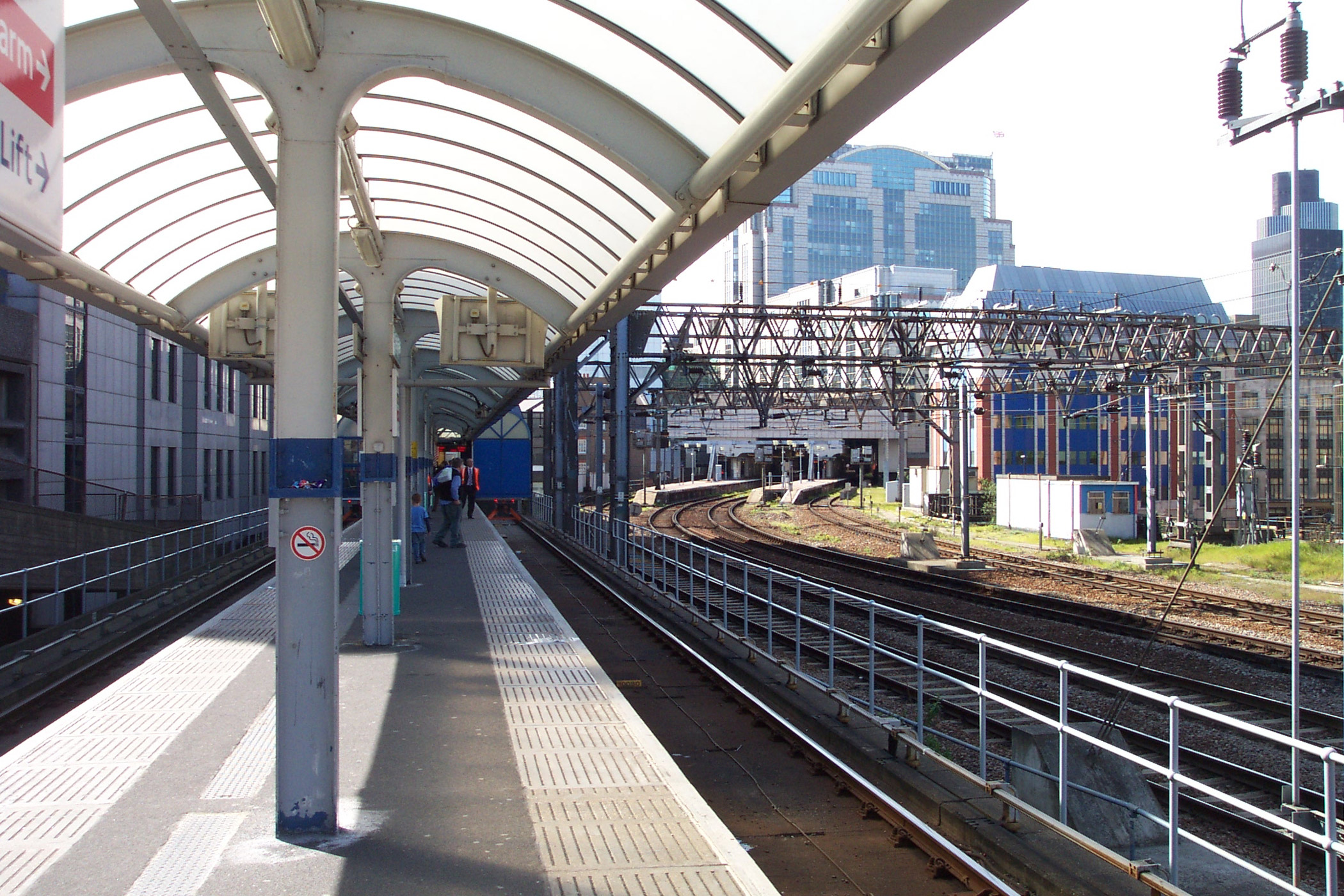
Links Bahnsteig der Station Tower Gateway, hinten rechts die Bahnsteige und Gleisanlagen des Bahnhofs Fenchurch Street auf der anderen Straßenseite

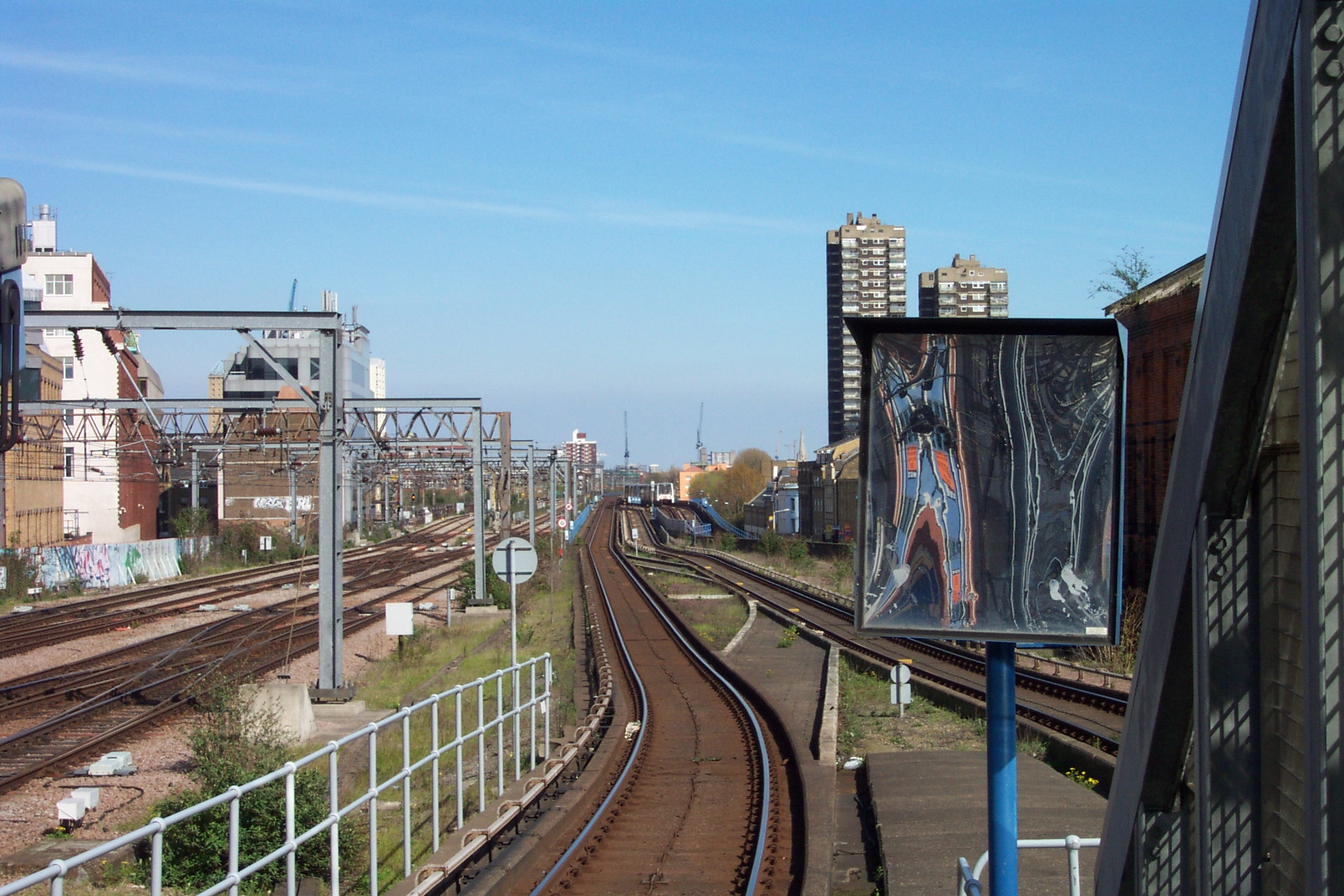
Blick in östlicher Richtung auf die Einfahrgleise des Bahnhofs Fenchurch Street und einen DLR-Zug, der den Tunnel der Stichstrecke nach Bank über die Rampe verlässt

Tower Gateway ist eine Station der Docklands Light Railway (DLR) in der City of London. Sie liegt in der Tarifzone 1 an der Straße namens Minories, in der Nähe des Tower of London. Tower Gateway ist eine von zwei westlichen Endstationen der DLR.
Die Station entspricht der ursprünglichen Philosophie der DLR: Unkomplizierte Bauweise und minimale Ausstattung. Sie ist ein zweigleisiger Kopfbahnhof in Hochlage mit einem schmalen Inselbahnsteig und liegt unmittelbar neben den Gleisanlagen des Bahnhofs Fenchurch Street, dessen Kopfende sich aber auf der anderen Straßenseite befindet. Der Zugang wird am westlichen Ende mittels Rolltreppen, eines Aufzugs und Treppen gewährleistet. Am östlichen Ende befindet sich ein weiterer Treppenzugang. Zur U-Bahn-Station Tower Hill führt eine Fußgängerunterführung.

## Geschichte
Bereits bei der Eröffnung des DLR-Grundnetzes am 31. August 1987 war absehbar, dass die begrenzte Kapazität der Station Tower Gateway niemals mit der rasanten Entwicklung des Finanzzentrums in den Docklands (und vor allem Canary Wharf) würde mithalten können. Auch erwies sich der notwendige Fußmarsch zur U-Bahn-Station Tower Hill als wenig attraktiv. Aus diesen Gründen wurde ein Tunnel zur Station Bank gebaut, der am 29. Juli 1991 eröffnet werden konnte. Diese Stichstrecke berührt Tower Gateway nicht direkt; der Abzweig liegt jedoch nur ein wenig weiter östlich und kann vom Bahnsteigende aus gesehen werden.
Trotz der Eröffnung der Strecke in Richtung Bank blieb Tower Gateway weiterhin erhalten und dient seither als Endstation der weniger stark nachgefragten Züge in Richtung Beckton. Alle weiteren Ziele sind jedoch nur mit Umsteigen zu erreichen. Dies führte dazu, dass die Station zumindest im Berufsverkehr stark an Bedeutung verloren hat. Vom 30. Juni 2008 bis zum 2. März 2009 war die Station geschlossen, um sie für den Betrieb von Zügen mit drei Wagen auszubauen.
Am Standort der heutigen Station Tower Gateway befand sich einst der Bahnhof Minories. Es handelte sich dabei um die provisorische Endstation der am 6. Juli 1840 eröffneten London and Blackwall Railway (damals noch als Commercial Railway bezeichnet). Nach der Eröffnung des etwas weiter westlich gelegenen Bahnhofs Fenchurch Street im Jahr 1841 wurde der Bahnhof Minories geschlossen. Er blieb aber bis zum 24. Oktober 1853 als Ausweich-Endstation in Betrieb. Bis zum Baubeginn der DLR-Station im Jahr 1986 lagen an dieser Stelle Rangiergleise für Güterzüge.